# رامون فيرمن
رامون فيرمن (بالإنجليزية: Ramón Fermín)‏ هو لاعب كرة قاعدة دومينيكاوي، ولد في 25 نوفمبر 1972 في سان فرانسيسكو دي ماكوريس في جمهورية الدومينيكان.

## وصلات خارجية
- رامون فيرمن على موقعبيزبول رفرنس.كوم (الدوري الرئيسي) (الإنجليزية)
- رامون فيرمن على موقعبيزبول رفرنس.كوم (الدوري الثانوي) (الإنجليزية)
- رامون فيرمن على موقع مشجعي الرسوم البيانية (الإنجليزية)